# Ewald Lindloff
Ewald Lindloff (Stobna, 27 settembre 1908 – Berlino, 2 maggio 1945) è stato un militare tedesco durante la seconda guerra mondiale, che fu presente nel Führerbunker il 30 aprile 1945, quando Hitler si uccise. A lui fu incaricato di prendersi cura dei resti di Hitler. Lindloff fu poi ucciso il 2 maggio 1945 mentre attraversava il Weidendammer Brücke sotto il fuoco dell'Armata Rossa.

## Biografia

### Carriera iniziale
Ewald Lindloff nacque nel paese di Stuba (oggi Stobna), nelle vicinanze di Danzica. Lindloff frequentò la facoltà di ingegneria tra il 1928 ed il 1933. Si arruolò nelle SS il 1º maggio 1932. Il 15 luglio 1933, fu accettato nella 1. SS-Panzer-Division "Leibstandarte SS Adolf Hitler". Sposò Ilse Borchert, una delle segretarie dello staff di Hitler il 4 febbraio 1938. Fu promosso al grado di SS-Untersturmführer il 30 gennaio 1941. Dal 20 ottobre 1942 sino al 10 maggio 1943, Lindloff fu impiegato nei combattimenti con la LSSAH. Fu promosso al grado di SS-Obersturmführer il 9 novembre 1941 e promosso SS-Hauptsturmführer il 30 gennaio 1945.

### Berlino 1945
All'aprile 1945, Lindloff era membro del battaglione di guardia della LSSAH e del Führerbegleitkommando (comando per la scorta del Führer; FBK) che fu assegnato alla guardia di Hitler. Lindloff era presente nel Führerbunker il pomeriggio del 30 aprile 1945, quando Hitler si sparò ed Eva Braun si uccise con una capsula di cianuro. Successivamente, Lindloff, Hans Reisser, Peter Högl e Heinz Linge portarono il corpo di Hitler, coperto da alcune coperte, su per le scale del bunker fino all'uscita di emergenza ed al giardino della Cancelleria del Reich. I corpi di Hitler e Eva Braun furono poi ricoperti di benzina. Dopo che i primi tentativi di dare fuoco alla benzina non ebbero successo, Linge andò nel bunker ed in seguito tornò indietro con degli spessi rotoli di carta. Martin Bormann diede fuoco alla carta e lanciò la torcia così fabbricata verso i corpi. Mentre i due corpi prendevano fuoco, un piccolo gruppo formato da Otto Günsche, Bormann, Högl, Linge, Lindloff, Reisser, Erich Kempka e Joseph Goebbels alzò le braccia per effettuare il saluto nazista, mentre erano appena dentro l'ambiente d'ingresso del bunker.
Dopo aver fatto il saluto, il gruppo rientrò nel bunker. Circa 30 minuti dopo l'SS-Sturmbannführer Günsche ordinò a Lindloff di andare fuori e vedere a che punto fosse la cremazione e di bruciare eventuali resti nel giardino della Cancelleria; il tutto per evitare che i resti potessero cadere nelle mani dell'Armata Rossa. Lindloff andò fuori e controllò la situazione. Fece rapporto a Günsche dicendogli che i corpi erano già carbonizzati e lacerati. "I corpi erano in una condizione terribile", ridotti a brandelli anche per effetto dell'artiglieria sovietica. Difatti i sovietici non smisero un momento di colpire l'area con l'artiglieria. In seguito altre guardie delle SS portarono nuove taniche di benzina per bruciare ancora di più i due corpi. Appena dopo le 18:30, Lindloff tornò da Günsche riferendogli di aver espletato i compiti assegnatogli in riferimento ai resti di Hitler con l'aiuto dell'SS-Obersturmführer Hans Reisser.
Il 30 aprile 1945, l'Armata Rossa era a meno di 500 metri dal complesso del bunker. In uno degli ultimi ordini, Hitler diede il permesso ai suoi uomini di scappare e tentare di salvarsi dall'accerchiamento sovietico dopo la sua morte. Il generale Helmuth Weidling, comandante della difesa dell'area di Berlino, ed l'SS-Brigadeführer Wilhelm Mohnke, il Kommandant del distretto governativo, elaborarono un piano per scappare da Berlino e per raggiungere gli Alleati, ormai attestati sull'Elba o, alternativamente, l'esercito tedesco situato a nord. Mohnke divise i soldati di guardia ed il personale della Cancelleria del Reich e del Führerbunker in dieci piccoli gruppi. Lindloff lasciò la Cancellaria assieme ad uno di questi gruppo, nel tentativo di scappare. Dopo la mezzanotte, il 2 maggio 1945, Lindloff cercò assieme ad un piccolo gruppo di soldati e civili, di attraversare il Weidendammer Brücke sotto il fuoco dell'Armata Rossa. Lindloff e Högl furono entrambi uccisi nel tentativo di fuga.